# إدوارد أرنولد (ممثل)
إدوارد أرنولد (بالإنجليزية: Edward Arnold)‏ مواليد 18 فبراير 1890 في نيويورك - الوفاة 26 أبريل 1956 في كاليفورنيا، الولايات المتحدة، هو ممثل أمريكي بدأ مسيرته الفنية سنة 1907.

## الأعمال
- تعال وخذها
- لا يمكنك أن تأخذها معك
- السيد سميث يذهب إلى واشنطن
- الشيطان ودانييل وبستر
- جوني إيجر
- آني تأخذ سلاحك

## روابط خارجية
- إدوارد أرنولد على موقع IMDb (الإنجليزية)
- إدوارد أرنولد على موقع ألو سيني (الفرنسية)
- إدوارد أرنولد على موقع تيرنر كلاسيك موفيز (الإنجليزية)
- إدوارد أرنولد على موقع أول موفي (الإنجليزية)
- إدوارد أرنولد على موقع قاعدة بيانات برودواي على الإنترنت (الإنجليزية)
- إدوارد أرنولد على موقع قاعدة بيانات الأفلام السويدية (السويدية)
- إدوارد أرنولد على موقع إن إن دي بي (الإنجليزية)
- إدوارد أرنولد على موقع قاعدة بيانات الفيلم (الإنجليزية)
- إدوارد أرنولد على موقع كينوبويسك (الروسية)